# Medicosma obovata
Medicosma obovata är en vinruteväxtart som beskrevs av Thomas Gordon Hartley. Medicosma obovata ingår i släktet Medicosma och familjen vinruteväxter. Inga underarter finns listade i Catalogue of Life.